# 巨齿翼鸟属
巨齿翼鸟属（学名：Macrodontopteryx）是科的一属。

## 下属物种
本属包括以下物种：
- 欧文巨齿翼鸟 Macrodontopteryx oweni Harrison & Walker, 1976